# Anna Cathrine Christine Heerfordt
Anna Cathrine Christine Heerfordt (født 4. oktober 1839 i Fredensborg, død 30. juli 1910 ved Humlebæk) var en dansk maler. Faderen var skovrider, senere forstraad Ove Christian Peter Pop Obelitz, og moderen var Hansine Danieline Schmidt. Giftemål blev indgået 10. maj 1862 med læge Christian Asp Heerfordt (1833-1864). Anna Heerfordt er begravet i Nødebo.

## Uddannelse og virke
Anna Heerfordt uddannede sig i blomstermaleri efter ægtefællens død hos svigerinden, maleren Ida Heerfordt og hos maleren og bogillustratoren Oluf August Hermansen. En kort tid studerede hun hos maleren Bertha Wegmann.
Motivverdenen i Anna Heerfordts malerier var planter i den fri natur. I 1884 udstillede hun eksempelvis Voksende Nymphaea, et værk, som hun deltog med i konkurrencen om Neuhausens Præmie. 
Anna Heerfordt deltog i 1895 i en udstilling i The Art Institute of Chicago, byen, hvor verdensudstillingen World's Columbian Exposition blev afholdt i 1893. Denne udstilling The Glasgow School, Artists from Denmark, and Some Others præsenterede med eet værk af hver adskillige danske kunstnere, såvel de mere velkendte i udlandet Michael Ancher og P.S. Krøyer, som Paul Fischer, Lorenz Frölich, Marie Henriques, Sophie Holten, Agnes Slott-Møller, Anne Sofie Petersen og Pauline Thomsen. Anna Heerfordt deltog med maleriet Blackberryes on the Bush.

## Udstillinger
- Charlottenborg 1880-1911 (20 gange med 21 arbejder)
- Kunstnerforeningen af 18. November 1882
- Nordisk Udstilling 1883
- The Art Institute of Chicago: The Glasgow School, Artists of Denmark, and Some Others 1895
- Kunstnernes Efterårsudstilling 1907, 1908